# باول فيليبس (لاعب السكرابل)
باول فيليبس (بالإنجليزية: Paul Phillips)‏ هو لاعب بوكر وعالم حاسوب أمريكي، ولد في 9 أغسطس 1972 في سان فرانسيسكو في الولايات المتحدة.